# Karen Chakhnazarov
Karen Gueorguievitch Chakhnazarov (en russe : Каре́н Гео́ргиевич Шахназа́ров, en anglais Shakhnazarov), né le 8 juillet 1952 à Krasnodar, alors en Union soviétique (aujourd'hui en fédération de Russie), est un réalisateur, un producteur et un scénariste de cinéma soviétique puis russo-arménien. Il devient directeur général des studios Mosfilm en 1998.

## Biographie
Karen Chakhnazarov est le fils d'un homme politique d'origine arménienne, Gueorgui Chakhnazarov, proche collaborateur de Mikhaïl Gorbatchev.
Il est membre de la Chambre publique de Russie (assemblée consultative), depuis sa création, en 2005.
Il soutient la politique internationale de Poutine. Le 3 mai 2022, il déclare dans une émission sur la chaîne Rossiya 1 : « Les opposants à la lettre Z doivent comprendre qu'ils ne seront pas pardonnés. On est sérieux ici : camps de concentration, rééducation... Stérilisation ! Nous sommes sérieux ! »,

## Filmographie partielle
- 1975 : En avant, Maestro ! (ru) (Шире шаг, маэстро!)
- 1979 : Les Bonnes Gens (Добряки)
- 1984 : Nous venons du jazz (Мы из джаза)
- 1985 : Soir d'hiver à Gagra (Зимний вечер в Гаграх)
- 1986 : Le Coursier (Курьер, Kur'yer)
- 1988 : La Ville zéro (Город Зеро, Gorod Zero)
- 1991 : L'Assassin du tsar (Цареубийца, Tsareubiytsa)
- 1993 : Rêves (Сны)
- 1995 : La Fille américaine (Американская дочь)
- 1998 : Le Jour de la pleine lune (ru) (День полнолуния)
- 2001 : Les Poisons, ou Histoire mondiale de l'empoisonnement (Яды, или Всемирная история отравлений), récompensé au Festival du cinéma russe à Honfleur 2001 : Meilleur rôle masculin pour Ignat Akratchkov
- 2004 : Le Cavalier de la mort (ru) (Всадник по имени смерть)
- 2008 : L'Empire disparu (Исчезнувшая империя)
- 2009 : La Salle no 6 (Палата № 6, Palata № 6)
- 2012 : Le Tigre blanc (Белый тигр, Belyy tigr)
- 2017 : Anna Karénine, l'histoire de Vronski (Анна Каренина. История Вронского)
- 2023 : Khitrovka, la Marque des quatre (ru)[4] (Хитровка. Знак четырёх)